# Obiektyw Gaussa

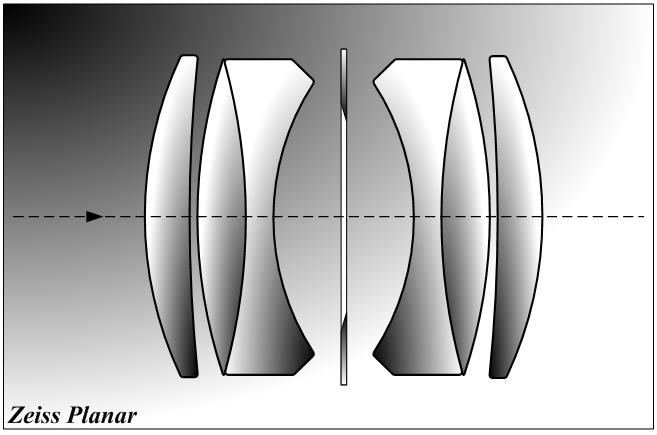
Schemat obiektywu Zeiss Planar z 1896 r. – cztery grupy soczewek obiektywu Gaussa

Obiektyw Gaussa – rodzaj obiektywu fotograficznego składającego się z czterech grup soczewek, w którym grupy soczewek rozmieszczone są po dwie z obu stron przesłony. Obecnie jest często spotykany wśród stałoogniskowych obiektywów wysokiej jasności.

## Budowa i historia

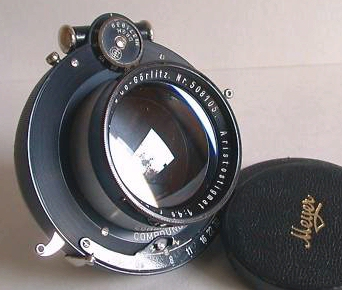
Aristostigmat Meyera

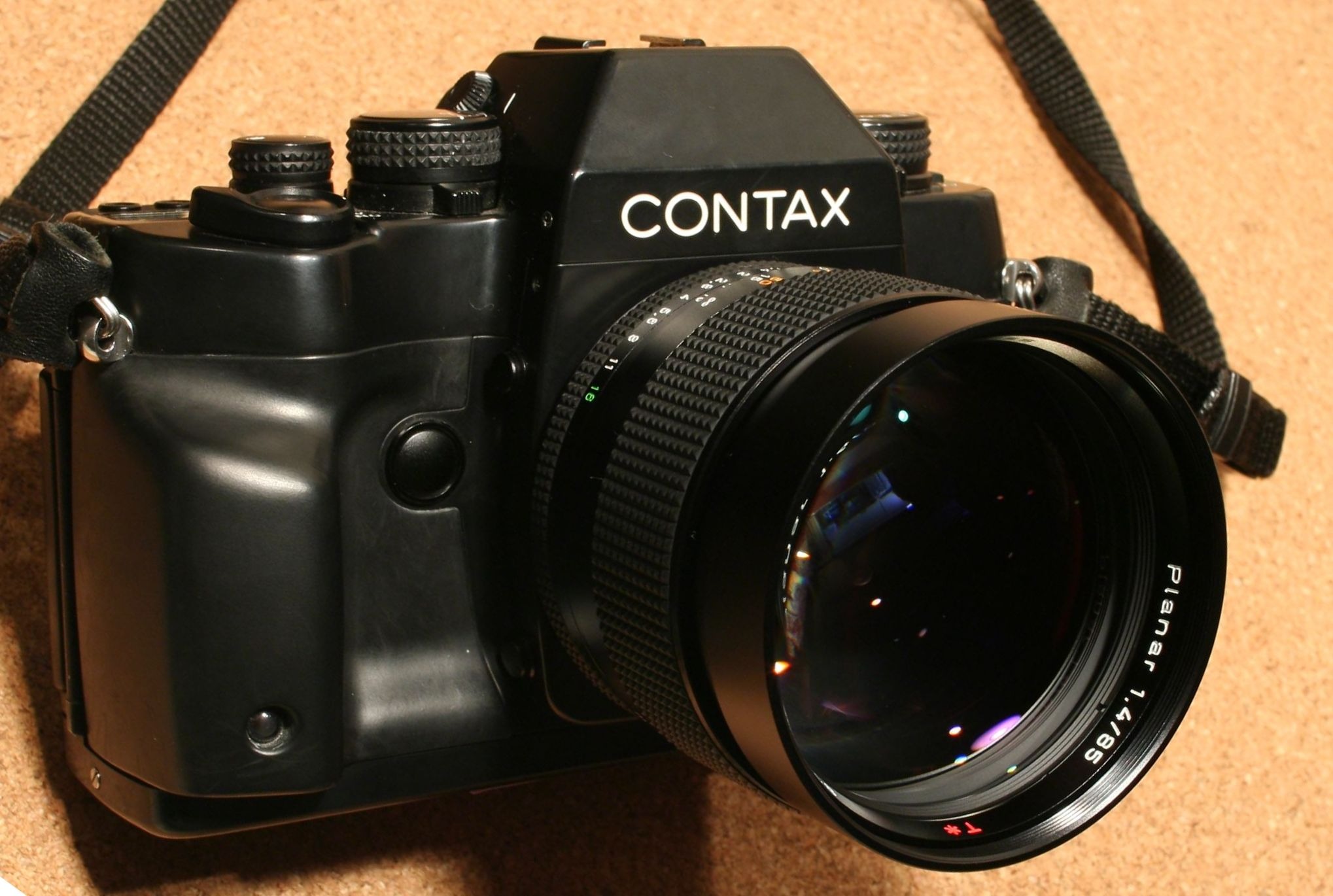
Lustrzanka Contax RX z obiektywem Zeissa Planar F/1,4 o ogniskowej 85 mm

Gauss rozwinął zaprojektowany przez Josepha von Fraunhofera teleskop, dodając do niego pojedynczą wklęsło-wypukłą soczewkę. Konstrukcja ta nie znalazła zastosowania w astronomii, ale stała się w przyszłości podstawą budowy licznych obiektywów fotograficznych.
Projekt Gaussa charakteryzował się niską aberracją sferyczną, ale dość wyraźną komą. Około 1888 roku Alvan Clark zaproponował użycie dwóch symetrycznie położonych obiektywów Gaussa (każdy złożony z dwóch soczewek wklęsło-wypukłych). Bardziej znane obiektywy tego typu to Aristostigmat Meyera i Topogon Zeissa (z 1933 roku, używany w kamerach lotniczych).
Konstrukcja została rozwinięta w 1895 r. przez Paula Rudolpha, który użył jako centralne elementy sklejone z dwóch soczewek. Powstał w ten sposób symetryczny obiektyw Zeiss Planar o doskonałych właściwościach optycznych.
Pierwszy sześciosoczewkowy niesymetryczny obiektyw standardowy o konstrukcji Gaussa i dużej jasności (liczba przesłony f/2) został opracowany w 1920 roku przez H.W. Lee z Taylor-Hobson Company. Od tego momentu właśnie rozpoczął się  szybki rozwój należących do tej grupy obiektywów; tylko do 1956 roku powstało ponad 100 patentów opisujących różne konstrukcje. Między nimi można wymienić następujące: Xenon (f/2) Schneidera z 1925 r., Biotar Zeissa z 1927 r. i Summar Leitza z 1933 r. Kolejne wersje obiektywu Planar były niesymetryczne.
Na przeszkodzie w szerszym rozpowszechnieniu tych obiektywów stała duża liczba powierzchni soczewek graniczących z powietrzem, co powodowało liczne odbicia światła i pogorszenie ich właściwości optycznych. Dopiero rozwój powłok antyrefleksyjnych w latach II wojny światowej znacząco zmniejszył ten problem i doprowadził do upowszechnienia się tej konstrukcji w II połowie XX w. oraz do skonstruowania obiektywów jeszcze bardziej skomplikowanych.

Historia rozwoju obiektywów Gaussa
Konstrukcje obiektywów Gaussa z lat 1936-1964
Konstrukcje obiektywów Gaussa z lat 1964-1977
Konstrukcje obiektywów Gaussa z lat 1978-2010

## Obiektywy współczesne
Obiektywy tego typu charakteryzują się bardzo wysokim stopniem korekcji aberracji, stanowią większość konstrukcji standardowych obiektywów małoobrazkowych o dużej jasności (osiągającej f/1). Ekstremalnym przykładem bardzo jasnego obiektywu może być Canon f/0,95 50 mm, jeden z najjaśniejszych obiektywów standardowych do aparatu małoobrazkowego, a typowym – amatorski i tani Canon EF 50 mm f/1,8 II.